# Arnamagnæanske Samling
Den Arnamagnæanske Samling eller Den Arnamagnæanske Håndskriftsamling, på islandsk Handritasafn Árna Magnússonar er en samling af håndskrifter, der har sit navn fra den islandske lærde historiker Árni Magnússon (1663-1730) — Arnas Magnæus på latin. Udover sin tjeneste som sekretær ved Gehejmearkivet og professor i dansk arkæologi ved Københavns Universitet anvendte han det meste af sit liv på at samle de håndskrifter, der nu bærer hans navn.
Størstedelen af manuskripterne stammer fra hans fødeø Island, men han fremskaffede også mange vigtige norske, danske og svenske manuskripter, foruden en del andre af hovedsagelig europæisk oprindelse.
Før sin død i 1730 overdrog han samlingen til Københavns Universitet, hvor den blev en del af Københavns Universitetsbibliotek. Samlingen blev løbende udvidet via individuelle indkøb, gaver eller anskaffelsen og sammenlægningen af mindre samlinger som sprogforskeren Rasmus Rasks samling. Disse udvidelser bragte antallet af numre op på omkring 3000.
Før sin uafhængighed af Danmark i 1944 havde Island anmodet om at få disse håndskrifter tilbage. Efter en ophidset debat besluttede Folketinget i maj 1965, at dokumenter i den Arnamagnæanske Samling, der kunne betegnes som "islandsk kultureje" kunne blive overført til det nyligt grundlagte Institut for Islandske Manuskripter. Det er en del af Islands Universitet.
De var bredt defineret som værker, der var forfattet eller oversat af islændinge, og hvis indhold helt eller overvejende omhandlede islandske forhold.
Beslutningen omhandlede desuden overdragelsen af manuskripter fra det Kongelige Bibliotek, der faldt ind under samme kategori af skrifter som dem, der skulle udleveres fra den Arnamagnæanske Samling. En særlig klausul sikrede at to manuskripter fra det Kongelige Bibliotek, Codex Regius indeholdende den Ældre Edda og Flateyjarbók, blev tilbageleveret, på trods af at de ikke kunne anses for at være "islandsk kultureje" som defineret i aftalen.
De to manuskripter blev overleveret straks efter at aftalen var underskrevet i 1971. Den første sending manuskripter blev afsendt fra København til Reykjavík i juni 1973, og de sidste to blev afleveret i juni 1997. Lidt over halvdelen af samlingen, 1.666 manuskripter blev overført til Island, foruden 141 andre manuskripter fra det Kongelige Bibliotek. Af de manuskripter som stadig er i København er omkring halvdelen på islandsk, men de omhandler ikke hovedsageligt islandske emner, men er historiske dokumenter om kongerne af Norge og Danmark, religiøse tekster eller oversættelser fra latin og andre sprog.
I 2009 blev den Arnamægnæanske Samling tilføjet til UNESCOs Memory of the World Register ("Liste over Verdens hukommelse").